# Simon Dubnow

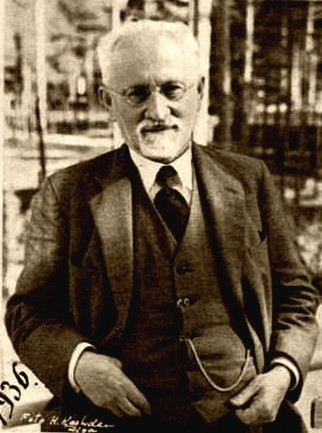
Simon Dubnow

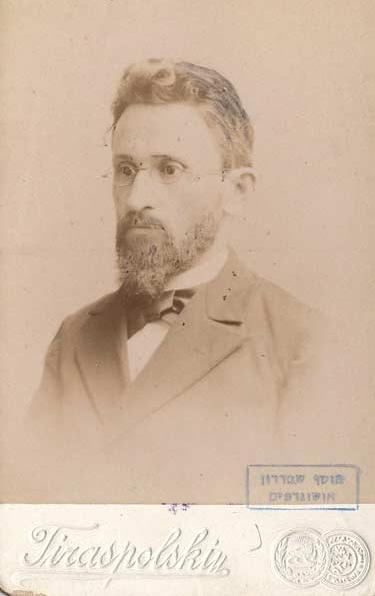
Der junge Simon Dubnow

Simon Dubnow (vollständiger Name: Semjon Markowitsch Dubnow) (geboren am 10. September 1860 in Mstislawl; gestorben am 8. Dezember 1941 in Riga) war ein russischer Historiker und Theoretiker des Judentums. Anfang des 20. Jahrhunderts war er auch Politiker.

## Leben
Simon Dubnow kam 1860 als Sohn eines Holzhändlers in einem belarussischen Schtetl zur Welt. 1880 ging er, ohne eine Aufenthaltsgenehmigung zu besitzen, nach Sankt Petersburg und Odessa, später nach Wilna, wo er für verschiedene jüdische Zeitungen schrieb. 1881 übersetzte er die Volkstümliche Geschichte der Juden von Heinrich Graetz ins Russische, jedoch wurde die Einleitung vom Zensor verboten und musste später als getrennte Publikation im Ausland erscheinen. Er wandte sich dann in seiner Arbeit dem Chassidismus, der großen Erweckungsbewegung unter den Ostjuden, zu. Dubnow heiratete 1884 Ida Frejdlin (1860–1934); sie bekamen drei Kinder, Sofja (1885), Olga (1886) und Jakow (1887). 1898 begann er sein Hauptwerk, Weltgeschichte des jüdischen Volkes, dessen ersten Teil er 1914 in Sankt Petersburg veröffentlichte.
Dubnow engagierte sich bis in seine letzten Lebensjahre auch politisch für jüdische Minderheitenrechte: Nach dem Pogrom von Kischinjow 1903 befürwortete er die aktive Selbstverteidigung der Juden; vor der Duma-Wahl 1906 warb er für die Teilnahme jüdischer Parteien. 1906 gründete er die Folkspartei, die bis 1918 existierte, aber insgesamt bedeutungslos blieb. Die Februarrevolution 1917 begrüßte er als langersehnte Befreiung aus der Diskriminierung; während der Oktoberrevolution warnte er seine jüdischen Landsleute davor, ihr Schicksal mit dem der Bolschewiken zu verbinden. Noch bis 1922 ertrug er in Petrograd Hunger, Kälte, den Bürgerkrieg und Roten Terror und wirkte für die Erneuerung jüdischen Lebens in Russland; dann kam er zu der Einsicht, dass er dort keine Zukunft haben würde.
Am 23. April 1922 reiste er über Estland und Riga in die litauische Stadt Kaunas, an deren Universität ihm ein Lehrstuhl in Aussicht gestellt worden war, aber als Jude wurde er schließlich doch nicht berufen. Er zog nach Berlin weiter, wobei er seine Bibliothek zurücklassen musste. Obwohl er bereits 62 Jahre alt war, folgte nun das fruchtbarste Jahrzehnt seines Schaffens: Von 1925 bis 1929 erschien sein Hauptwerk, die zehnbändige Weltgeschichte des jüdischen Volkes. 1931 folgte die Geschichte des Chassidismus in zwei Bänden. Alle Bücher veröffentlichte er zuerst auf Deutsch, kurz darauf auch auf Russisch, Hebräisch, Jiddisch und Englisch. In Berlin bildete er – neben Jakow Tejtel, dem Vorsitzenden des Vereins russischer Juden – das Zentrum der russisch-jüdischen Diaspora. Zu seinen vielen Bekannten gehörten Chaim Nachman Bialik, der später zum israelischen Nationaldichter wurde, und Meir Dizengoff, später der erste Bürgermeister von Tel Aviv. Mit Einstein besprach er das Projekt einer jüdischen Universität für Europa. Bei seinen Kontakten zeigte er keine Vorurteile; er traf Anarchisten, Menschewiken und Monarchisten. Zuletzt arbeitete er an seiner Autobiografie für die Jahre 1880 bis 1893. Im Mai 1933 erfuhr er aus ausländischen Zeitungen, dass seine Weltgeschichte in Deutschland zu den verbotenen und verbrannten Büchern gehörte.
Am 23. August 1933 flüchtete Dubnow im Alter von 73 Jahren nach Riga, er wohnte im Villenvorort Mežaparks. Dort erschienen die russische Ausgabe seiner Weltgeschichte und die beiden ersten Bände seiner Memoiren. 1940 konnte er den dritten Teil von Buch des Lebens über die Jahre 1922 bis 1933 im nunmehr sowjetisch besetzten Riga abschließen. Sein politisches Engagement für jüdische Minderheitenrechte hatte er in die Vorbereitung des Jüdischen Weltkongresses investiert. Riga wurde vom 29. Juni bis zum 1. Juli 1941 von der Wehrmacht eingenommen; am 23. Oktober wurden die Rigaer Juden in ein Ghetto gesperrt. Am 29. November begannen Massentötungen. Es existieren einige Zeugenberichte und Legenden über den Tod des Gelehrten (Wiktor Kelner): Simon Dubnow wurde am 8. Dezember beim Massaker von Rumbula umgebracht, sei es durch einen lettischen Polizisten oder den Gestapo-Kommandanten Johann Siebert, der als Student seine Vorlesungen in Heidelberg gehört hatte. Das Tagebuch, das Dubnow bis in die letzten Lebenstage führte und das vorläufig von lettischen Freunden gerettet wurde, ist nicht wieder aufgetaucht.

## Philosophie
Der Grundgedanke von Dubnows Überlegungen war das leidenschaftliche Plädoyer für das jüdische „Selbstbewusstsein einer Nation“. Er meinte damit einen geistigen Nationalismus, der mit der Erfüllung der allgemeinen bürgerlichen Pflichten der Juden in ihren jeweiligen Diaspora-Staaten harmonieren solle. Dafür seien, so Dubnow, die rechtliche Emanzipation und die Autonomie in der Selbstverwaltung der jüdischen Gemeinschaft, in ihrer kulturellen Entwicklung, im Sprachgebrauch und im Bildungswesen unerlässlich.

## Kritik an der jüdischen Geschichtsschreibung
In der Geschichtsschreibung seiner Vorgänger, vornehmlich Heinrich Graetz und Leopold Zunz, sah Dubnow die Behandlung der Geistes- und Leidensgeschichte des Judentums überwiegen. Er sah eine nötige Innovation der jüdischen Historiographie im Aufweisen des nationalen Charakters, seiner Meinung nach, fehlgedeuteter Ereignisse. Trotzdem verfolgte Dubnow, wie er in der Einleitung seines zehnbändigen Geschichtswerkes behauptete, keine tendenziösen Absichten in Hinsicht auf die Herausarbeitung nationaler Tendenzen des Geschichtsinhaltes.

## Zitate
„Die ersten Tage meiner literarischen Tätigkeit fielen mit der ersten Pogromwelle in Rußland (1881), die letzten mit der vollständigen Zerschlagung des jüdischen Zentrums in Polen (1939) zusammen. Offensichtlich ist es mir beschieden, die Vorhersage zu verwirklichen: ‚Im Sturme hast du angefangen, im Sturme sollst du enden‘ (D. F. Strauss).“

„Die Revolution (sc. Oktoberrevolution) ertrinkt im Schmutz niedrigster Masseninstinkte. 1905 zertrampelten die extremen Rechten die Revolution, und jetzt die extremen Linken … Aber uns (Juden) wird man die Beteiligung jüdischer Revolutionäre am Terror der Bolschewiki nicht vergessen. Die Kampfgenossen Lenins: die Trotzkis, Sinowjews, Urizkis und andere stellen ihn selbst noch in den Schatten. Den Smolny nennt man insgeheim ‚Judenzentrum‘. Später wird man laut darüber reden, und die Judophobie wird sich in allen Schichten der russischen Gesellschaft tief verwurzeln … Sie werden nicht verzeihen. Der Boden für Antisemitismus ist bereitet“

## Ehrungen
Zu seinem siebzigsten Geburtstag wurde Dubnow 1930 eine Festschrift gewidmet. Das »Evrejskij naučnyj institut« (Jüdisches wissenschaftliches Institut) in Berlin feierte im Oktober diesen Anlass mit einer Festveranstaltung in Zusammenarbeit mit der Jüdischen Gemeinde Berlin. Vorträge hielten u. a. Eduard Bernstein, Ismar Elbogen, Alfred Klee, Dir. Joachimson, Elieser Jehuda Finkel, Leon Bramson für ORT, I. L. Kan (Sojuz Russkich Evreev v Germanii, SRE), Ravodovič, Taube, Julius Bruckus für OZE, Mark Wischnitzer, V.I. Lackij, Jacob Lestschinsky, Salman Schasar (Z. Rubašev), Elias Tcherikower, Augusta Weldler-Steinberg.
In Leipzig wurde 1995 das damalige „Simon-Dubnow-Institut für jüdische Geschichte und Kultur e. V. an der Universität Leipzig“ zu Ehren seines Lebenswerks nach Dubnow benannt. Das heutige „Leibniz-Institut für jüdische Geschichte und Kultur – Simon Dubnow“ ist ein interdisziplinär ausgerichtetes Institut zur Erforschung jüdischer Lebenswelten in Mittel- und Osteuropa von der Neuzeit bis in die Gegenwart. In einem Lebenslauf des Namensgebers schreibt das Institut: „Als Historiker war Dubnow insofern ein Pionier, als er ein geschichtstheoretisches Modell entwickelte, auf dessen Grundlage er die jüdische mit der allgemeinen Geschichte verband.“

## Schriften
- Die jüdische Geschichte. Ein geschichtsphilosophischer Versuch. Autorisierte Übersetzung aus dem Russischen von Israel Friedländer. Berlin : Calvary, 1898
- Die neueste Geschichte des jüdischen Volkes. 3 Bände. Übersetzung Alexander Eliasberg. Jüdischer Verlag, Berlin 1920/1923.
- Weltgeschichte des jüdischen Volkes, Autorisierte Übersetzung aus dem Russischen von Aaron Steinberg, 10 Bände. Jüdischer Verlag, Berlin 1925–1929.

Orientalische Periode
Band 1: Die älteste Geschichte des jüdischen Volkes. Von der Entstehung des Volkes Israel bis zum Ende der persischen Herrschaft in Judäa, 1925
Band 2: Die alte Geschichte des jüdischen Volkes. Von Beginn der griech. Herrschaft in Judäa bis zur Zerstörung Jerusalems durch die Römer, 1925
Band 3: Vom Untergang Judäas bis zum Zerfall der autonomen Zentren im Morgenlande, 1926
Europäische Periode
Band 4: Das frühere Mittelalter. Von den Anfängen der abendländischen Diaspora bis zum Ende der Kreuzzüge, 1926
Band 5: Das späte Mittelalter. Vom XIII. bis zum XV. Jahrhundert, 1927
Die Neuzeit
Band 6: Erste Periode. Das XVI. und die erste Hälfte des XVII. Jahrhunderts, 1927
Band 7: Zweite Periode. Die zweite Hälfte des XVII. und das XVIII. Jahrhundert, 1928
Die Neueste Geschichte
Band 8: Das Zeitalter der ersten Emanzipation (1789–1815), 1928
Band 9: Das Zeitalter der ersten Reaktion und der zweiten Emanzipation (1815–1881), 1929
Band 10: Das Zeitalter der zweiten Reaktion (1880–1914). Nebst Epilog (1914–1928), 1929
- Geschichte des Chassidismus (2 Bde.), Übersetzung aus dem Hebräischen Aaron Steinberg. Berlin 1931.
- Mein Leben. Hrsg. von Elias Hurwicz, Jüdische Buchvereinigung, Berlin 1937. Aus dem Russischen übersetzt von Elias Hurwicz und Bernhard Hirschberg-Schrader.
- Buch des Lebens. Erinnerungen und Gedanken. Materialien zur Geschichte meiner Zeit. Hrsg. von Verena Dohrn. Aus dem Russischen (verschiedene Übersetzerinnen). Vandenhoeck & Ruprecht, Göttingen.
  - Band 1: 1860–1903. 2004, ISBN 3-525-36950-6.
  - Band 2: 1903–1922. 2005, ISBN 3-525-36951-4.
  - Band 3: 1922–1933. 2005, ISBN 3-525-36952-2.
- History of the Jews in Russia and Poland. Übersetzung aus dem Russischen Israel Friedlaender, 3 Bände: The Jewish Publication Society of America, Philadelphia 1916–1920.